# Otto Pfister (voetbaltrainer)

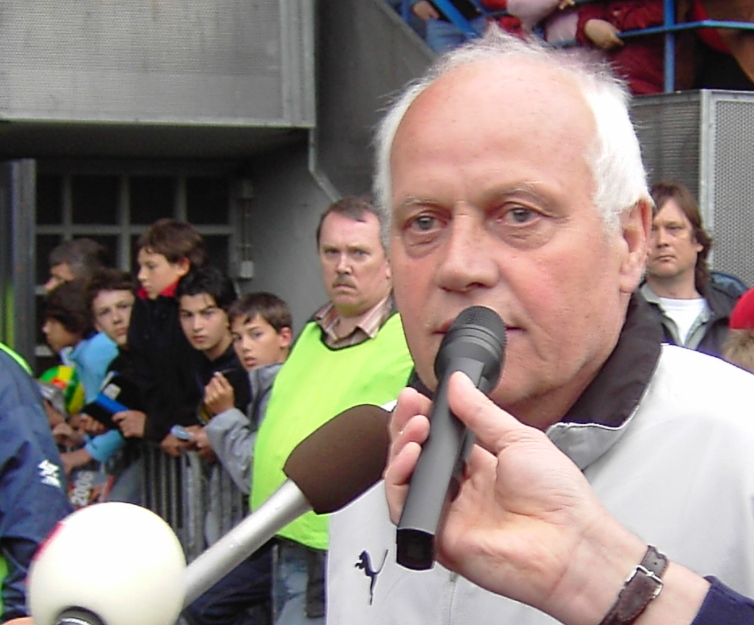
Otto Pfister

Otto Pfister (Keulen, 24 november 1937) is een Duits voetbaltrainer en voormalig voetballer.
Pfister begon zijn carrière bij SC Viktoria Köln waar hij tot 1958 speelde. Daarna kwam hij via VfL Köln 99 in Zwitserland terecht, waar hij ging spelen bij FC Chiasso en later bij FC Grenchen. Toen hij in 1961 bij de Liechtensteinse club FC Vaduz dat in de Zwitserse competitie uitkomt speelde behaalde hij zijn trainersdiploma en werd hij bij die club speler/manager. Deze functie vervulde hij eveneens bij de Zwitserse clubs FC Sankt Gallen, FC Nordstern Basel, FC Moutier en FC Chur.
In 1972 beëindigde hij zijn loopbaan als speler en ging hij alleen als trainer door. Hij werd aangesteld als bondscoach van Rwanda en later van Opper Volta (tegenwoordig Burkina Faso). Het bondscoachschap beviel hem wel en hij vervulde die functie ook nog bij Senegal, Ivoorkust (winnaar African Cup of Nations onder 19 in 1983), Zaïre, Ghana (wereldkampioen onder 17 in 1991 en tweede tijdens de African Cup of Nations in 1992), Bangladesh en Saoedi-Arabië. Bij dit laatste land had hij niet alleen het nationale team onder zijn hoede maar tevens het Olympisch elftal. Na het succes met Ghana in 1992 werd hij benoemd tot Afrikaans trainer van het jaar.
Pfister keerde in 1999 terug naar het clubvoetbal, waar hij het Egyptische Al-Zamalek ging trainen. Hier bleef hij tot 2002 werkzaam en won hij de CAF Cup Winners' Cup, de Egyptische landstitel, de Egyptische beker en de Egyptische Supercup. Daarna ging hij aan de slag bij CS Sfaxien in Tunesië. Hier werd hij meteen in zijn eerste seizoen landskampioen. Na avonturen bij het Libanese Nejmeh SC (Libanees kampioen, Libanees bekerwinnaar en Libanese Supercupwinnaar) en het Egyptische El-Masry werd hij op 18 februari 2006 aangesteld als bondscoach van het Togo dat Stephen Keshi kort daarvoor had ontslagen, ondanks het feit dat de Nigeriaan ervoor had gezorgd dat het West-Afrikaanse land zich voor het eerst in de historie had weten te plaatsen voor het WK.
Derhalve ging Pfister als bondscoach mee naar het WK voetbal 2006 in zijn geboorteland. Voor zijn ploeg daar één wedstrijd gespeeld had stapten hij en zijn Nederlandse assistent Piet Hamberg echter op, naar verluidt na een conflict over de premiebetaling. Een paar dagen later was hij echter weer teruggekeerd, doordat de spelers hem overtuigden om weer bondscoach te worden. Hamberg keerde niet terug. Togo verloor alle drie de groepswedstrijden en keerde na de eerste ronde terug naar huis.